# شوزو
شوزو (بالصينية: 滁州) هي مدينة من مدن الصين. يبلغ عدد سكانها 3937868 نسمة و ذلك حسب إحصائيات سنة 2010. تبلغ مساحتها 13523.21 كم².

## المناخ
يظهر الجدول التالي التغييرات المناخية على مدار السنة لشوزو:
| البيانات المناخية لـشوزو           | البيانات المناخية لـشوزو | البيانات المناخية لـشوزو | البيانات المناخية لـشوزو | البيانات المناخية لـشوزو | البيانات المناخية لـشوزو | البيانات المناخية لـشوزو | البيانات المناخية لـشوزو | البيانات المناخية لـشوزو | البيانات المناخية لـشوزو | البيانات المناخية لـشوزو | البيانات المناخية لـشوزو | البيانات المناخية لـشوزو | البيانات المناخية لـشوزو |
| الشهر                              | يناير                    | فبراير                   | مارس                     | أبريل                    | مايو                     | يونيو                    | يوليو                    | أغسطس                    | سبتمبر                   | أكتوبر                   | نوفمبر                   | ديسمبر                   | المعدل السنوي            |
| ---------------------------------- | ------------------------ | ------------------------ | ------------------------ | ------------------------ | ------------------------ | ------------------------ | ------------------------ | ------------------------ | ------------------------ | ------------------------ | ------------------------ | ------------------------ | ------------------------ |
| الدرجة القصوى °م (°ف)              | 20.7 (69.3)              | 26.4 (79.5)              | 28.7 (83.7)              | 32.8 (91.0)              | 36.0 (96.8)              | 37.5 (99.5)              | 38.7 (101.7)             | 38.3 (100.9)             | 38.6 (101.5)             | 34.1 (93.4)              | 28.8 (83.8)              | 22.1 (71.8)              | 38.7 (101.7)             |
| متوسط درجة الحرارة الكبرى °م (°ف)  | 6.6 (43.9)               | 8.5 (47.3)               | 13.1 (55.6)              | 20.2 (68.4)              | 25.6 (78.1)              | 28.7 (83.7)              | 31.5 (88.7)              | 31.5 (88.7)              | 27.1 (80.8)              | 22.0 (71.6)              | 15.6 (60.1)              | 9.6 (49.3)               | 20.0 (68.0)              |
| المتوسط اليومي °م (°ف)             | 2.3 (36.1)               | 4.1 (39.4)               | 8.6 (47.5)               | 15.3 (59.5)              | 20.6 (69.1)              | 24.4 (75.9)              | 27.6 (81.7)              | 27.2 (81.0)              | 22.6 (72.7)              | 17.1 (62.8)              | 10.5 (50.9)              | 4.7 (40.5)               | 15.4 (59.7)              |
| متوسط درجة الحرارة الصغرى °م (°ف)  | −1.2 (29.8)              | 0.6 (33.1)               | 4.6 (40.3)               | 10.7 (51.3)              | 16.1 (61.0)              | 20.7 (69.3)              | 24.3 (75.7)              | 23.9 (75.0)              | 19.1 (66.4)              | 13.1 (55.6)              | 6.4 (43.5)               | 0.8 (33.4)               | 11.6 (52.9)              |
| أدنى درجة حرارة °م (°ف)            | −13 (9)                  | −11.8 (10.8)             | −5.7 (21.7)              | 0.2 (32.4)               | 6.9 (44.4)               | 12.7 (54.9)              | 17.1 (62.8)              | 17.4 (63.3)              | 9.1 (48.4)               | 1.5 (34.7)               | −6.7 (19.9)              | −12.3 (9.9)              | −13 (9)                  |
| الهطول مم (إنش)                    | 35.6 (1.40)              | 46.5 (1.83)              | 78.1 (3.07)              | 71.3 (2.81)              | 86.3 (3.40)              | 176.3 (6.94)             | 207.5 (8.17)             | 128.4 (5.06)             | 83.0 (3.27)              | 61.9 (2.44)              | 55.4 (2.18)              | 24.3 (0.96)              | 1٬054٫6 (41.53)          |
| متوسط أيام هطول الأمطار (≥ 0.1 mm) | 7.7                      | 8.3                      | 11.6                     | 9.7                      | 10.1                     | 11.8                     | 13.0                     | 10.9                     | 8.9                      | 8.3                      | 7.0                      | 5.2                      | 112.5                    |
| المصدر: Weather China              |                          |                          |                          |                          |                          |                          |                          |                          |                          |                          |                          |                          |                          |

## أعلام
- سونغ كاي